# Seznam politických stran v Rakousku
Toto je seznam politických stran v Rakousku.

## Parlamentní strany
| Český název | Český název                            | Německý název                                  | Zkratka | Lídr                        | Web |
| ----------- | -------------------------------------- | ---------------------------------------------- | ------- | --------------------------- | --- |
|             | Team Stronach                          | Team Stronach                                  | TS      | Frank Stronach              |     |
|             | Svobodná strana Rakouska               | Freiheitliche Partei Österreichs               | FPÖ     | Herbert Kickl               |     |
|             | Zelení - Zelená alternativa            | Die Grünen - Die Grüne Alternative             | Grüne   | Werner Kogler               |     |
|             | Neos - Nové Rakousko a liberální fórum | Neos – Das Neue Österreich und Liberales Forum | NEOS    | Beate Meinlová-Reisingerová |     |
|             | Rakouská lidová strana                 | Österreichische Volkspartei                    | ÖVP     | Karl Nehammer               |     |
|             | Sociálnědemokratická strana Rakouska   | Sozialdemokratische Partei Österreichs         | SPÖ     | Pamela Rendi-Wagner         |     |

## Ostatní strany
- Rakouská strana práce (Partei der Arbeit Österreich; PdA)

- Komunistická strana Rakouska (Kommunistische Partei Österreichs; KPÖ)
- Svaz pro budoucnost Rakouska (Bündnis Zukunft Österreich; BZÖ)
- MFG – Rakouský lid – Svoboda – Základní práva ( MFG – Österreich Menschen – Freiheit – Grundrechte; MFG)
- Team Korutan (Team Kärnten; TK)
- Strana za práva zvířat (Tierrechtspartei; TRP)
- Team HC Strache – Aliance pro Rakousko (Team HC Strache – Allianz für Österreich; HC)
- Černo-žlutá aliance (Schwarz-Gelbe Allianz; SGA)
- Spolehlivě - absolutně - nezávisle (Sicher - Absolut - Unabhängig; SAU)
- Křesťanská strana Rakouska (Christliche Partei Österreichs; CPÖ)
- Křesťanské společenství voličů (Christliche Wählergemeinschaft; CWG)
- Křesťané (Die Christen; DC)
- Občanské fórum (Bürgerforum; FRITZ)
- Initiativ€2000 (IVE)
- Reformní Konzervativci(Die Reformkonservativen; REKOS)
- Levice (Linke; LINKE)
- Neutrální svobodné Rakousko (Neutrales Freies Österreich; NFÖ)
- Pirátská strana Rakouska (Piratenpartei Österreichs; PPÖ)
- Zachraňte Rakousko (Rettet Österreich; RETTÖ)
- Socialistická levicová strana (Sozialistische Links Partei; SLP)
- Sociální liberálové (Die Sozialliberalen; SoL)
- Enotna Lista (slovinsky Jednotný seznam; EL)
- Pivní strana (Die Bierpartei; BIER)
- Změna (Der Wandel)
- Můj hlas se počítá! ( Meine Stimme g!lt; G!LT)
- Volt Rakousko (Volt Österreich)

## Historické strany
- Demokraté (Die Demokraten)
- Nezávislí (Die Unabhängigen; DU)
- Ne do NATO a EU (Nein zu NATO und EU)
- Křesťanskosociální strana (Christlichsoziale Partei; CSP)
- Zemský svaz (Landbund)
- Vlastenecká fronta (Vaterländische Front; VF)
- Svaz nezávislých (Verband der Unabhängigen; VdU)
- Velkoněmecká lidová strana (Großdeutsche Volkspartei; GDVP)
- Národně socialistická německá dělnická strana (Nationalsozialistische Deutsche Arbeiterpartei; NSDAP)
- Sociálnědemokratická dělnická strana Rakouska (Sozialdemokratische Arbeitepartei Österreichs; SDAPÖ, nyní SPÖ)
- Komunistický svaz Rakouska (Komunistischer Bund Österreichs; KBÖ)
- Svaz demokratických socialistů (Bund Demokratischer Sozialisten; BDS)
- Marxisticko-leninistická strana Rakouska (Marxistisch-Leninistische Partei Österreichs; MLPÖ)
- Sdružení revolučních dělníků Rakouska (marxisté-leninisté) (Vereinigung Revolutionärer Arbeiter Österreichs (Marxisten-Leninisten); VRAÖ)
- JETZT - Pilz List ( JETZT – Liste Pilz, JETZT, 2017–2020)
- Team Stronach (Team Stronach)

- Komunistická iniciativa (Kommunistische Initiative)
- Československá sociálně demokratická strana dělnická v republice Rakouské
- Svobodná strana v Korutanech ( Die Freiheitlichen in Kärnten)
- Německá národní strana ( Deutsche Nationalpartei)
- Židovská národní strana (Jüdische Nationale Partei)
- Liberální fórum (Liberales Forum; LiF)